# Bruno Magne
Bruno Magne (Bayonne, 21 novembre 1963) è un attore, doppiatore e direttore del doppiaggio francese, noto per essere la voce francese di Bear Grylls, Franky in One Piece e Beerus in Dragon Ball Super.

## Filmografia

### Cinema
- Tassista in Maximum Risk - regia di Ringo Lam (1996)
- Camionista in Chef - regia di Daniel Cohen (2012)

### Serie Televisive
- Luigi Borelli in Joséphine, ange gardien - serie TV (1 episodio) (2012)

## Doppiaggio

### Film
- Nick Offerman in Smashed, Come ti spaccio la famiglia, Buon Natale da Candy Cane Lane

### Serie televisive
- Michael Rapaport in Fallout (2024)

### Serie televisive d'animazione
- Quincy in Bubblegum Crisis (1996)
- Vash the Stampede e Knives Millions in Trigun (1998)
- Swiper e Mappa in Dora l'esploratrice (2000-2019)
- Beck e Gordon Rosewater in The Big O (2001)
- Boris Labibine in Gli Astromartin (2002-2005)
- Mitsuomi in Inferno e paradiso  (2005)
- Voci aggiuntive (seconda stagione) in Space Goofs - Vicini, troppo vicini! (2005)
- Franky (prima voce) in One Piece  (2005-2016)
- Narratore e Buster in I fratelli Koala (2005-2007)
- Buttons, Duke Von Rhymer e Captain Magnum (prima voce) in Iron Kid (2006)
- Santana in Le bizzarre avventure di JoJo: Battle Tendency (2013)
- Heilang in Kung Fu Panda - Mitiche avventure (2013)
- Pete in I Dalton (2010-2014)
- Gunnar in Vinland Saga (2019-in corso)
- Benzo in Arcane (2021-2024)
- Narratore in Kaguya-sama: Love is War (2022)
- Bond Forger e narratore in Spy × Family (2022-in corso)
- Van Dyke e allenatore Hrbeck in  Moon Girl e Devil Dinosaur (2023)

### Film d'animazione
- Kurama in  Yu Yu Hakusho - Il sigillo d'oro (1993)
- Lupin in Lupin III - Il segreto del Diamante Penombra (1996)
- Voci aggiuntive in I miei vicini Yamada (1999)
- Allen Schezar in Escaflowne - The Movie (2000)
- Yoritsune Hanakouji in Sakura Wars - Il film (2001)
- Boo Jack in One Piece - Avventura all'Isola Spirale (2001)
- Rude in Final Fantasy VII: Advent Children (2005)
- Sindaco in Piovono polpette (2009)
- Voci aggiuntive in A Christmas Carol  (2009)
- Franky in One Piece - Avventura sulle isole volanti (2011)
- Lacos in One Piece - La spada delle sette stelle (2012)
- Ettore in Rio 2 - Missione Amazzonia (2014)
- Beerus in Dragon Ball Z - La resurrezione di 'F' e Dragon Ball Z - La battaglia degli dei (2015)
- Gnome Watson in Sherlock Gnomes (2018)
- Computer di Zim in Invader Zim e il Florpus (2019)
- Beerus in Dragon Ball Super - Broly (2019)
- Tuk Tuk in Raya e l'ultimo drago (2021)
- Beerus in Dragon Ball Super - Super Hero (2022)

### Videogiochi
- Severus Piton in Harry Potter e la pietra filosofale  (2001) e Harry Potter e la camera dei segreti (2002)
- Voci aggiuntive in Spider-Man: Edge of Time (2011)
- Locandiere in Hearthstone (2018)
- Procton in UFO Robot Goldrake: Il banchetto dei lupi (2023)

## Direzione del doppiaggio
- Dora l'esploratrice (2010-2019)
- Vai Diego (2005-2011)

## Doppiatori italiani
Nelle versioni in italiano delle opere in cui ha recitato, Bruno Magne è stato doppiato da:
- Stefano Mondini in Chef

Da doppiatore è sostituito da:
- Stefano Brusa in Fallout
- Alessandro Ballico in Arcane
- Antonio Sanna in UFO Robot Goldrake: Il banchetto dei lupi